# Finn Christian Jagge
Finn Christian „Finken“ Jagge (4. dubna 1966, Oslo, Norsko – 8. července, 2020 Oslo) byl norský lyžař věnující se alpskému lyžování, olympijský vítěz ve slalomu z roku 1992.

## Život
Byl synem lyžařky Liv Jaggeové-Christiansenové a tenisty Finna Daga Jaggeho.
Vrcholem jeho kariéry byla zlatá medaile ve slalomu na Zimních olympijských hrách 1992 v Albertville. Dosáhl celkem sedmi vítězství v závodech světového poháru, osmkrát také vyhrál mistrovství Norska.
Kariéru ukončil v roce 2000. V letech 2005 až 2007 trénoval lyžařský tým norských žen. Pracoval pro norskou telekomunikační společnost Ludo a později pro Dynamic People Headhunting v Oslu.
V roce 2011 vyhrál norskou televizní show Mesternes Mester v roce 2011.
Byl ženatý s Trine-Lise Jaggeovou a měl dvě děti. Zemřel v červenci 2020 po krátké nemoci ve věku 54 let.